# Glandirana rugosa
Glandirana rugosa е вид земноводно от семейство Водни жаби (Ranidae).

## Разпространение
Видът е разпространен в Япония. Внесен е в САЩ.